# Noctua cracoviensis
Noctua cracoviensis är en fjärilsart som beskrevs av Prüffer 1914. Noctua cracoviensis ingår i släktet Noctua och familjen nattflyn. Inga underarter finns listade i Catalogue of Life.